# Muhammad Ier (Omeyyade)
Pour les articles homonymes, voir Muhammad Ier.
Abû `Abd Allah Muhammad ibn `Abd ar-Rahman ou Muhammad Ier (arabe : أبو عبد الله محمد بن عبد الرحمن), est le fils d'Abd al-Rahman II. Il est né en 823 à Cordoue. Il succède à son père comme émir omeyyade de Cordoue en 852. Il meurt le 4 août 886.

## Biographie

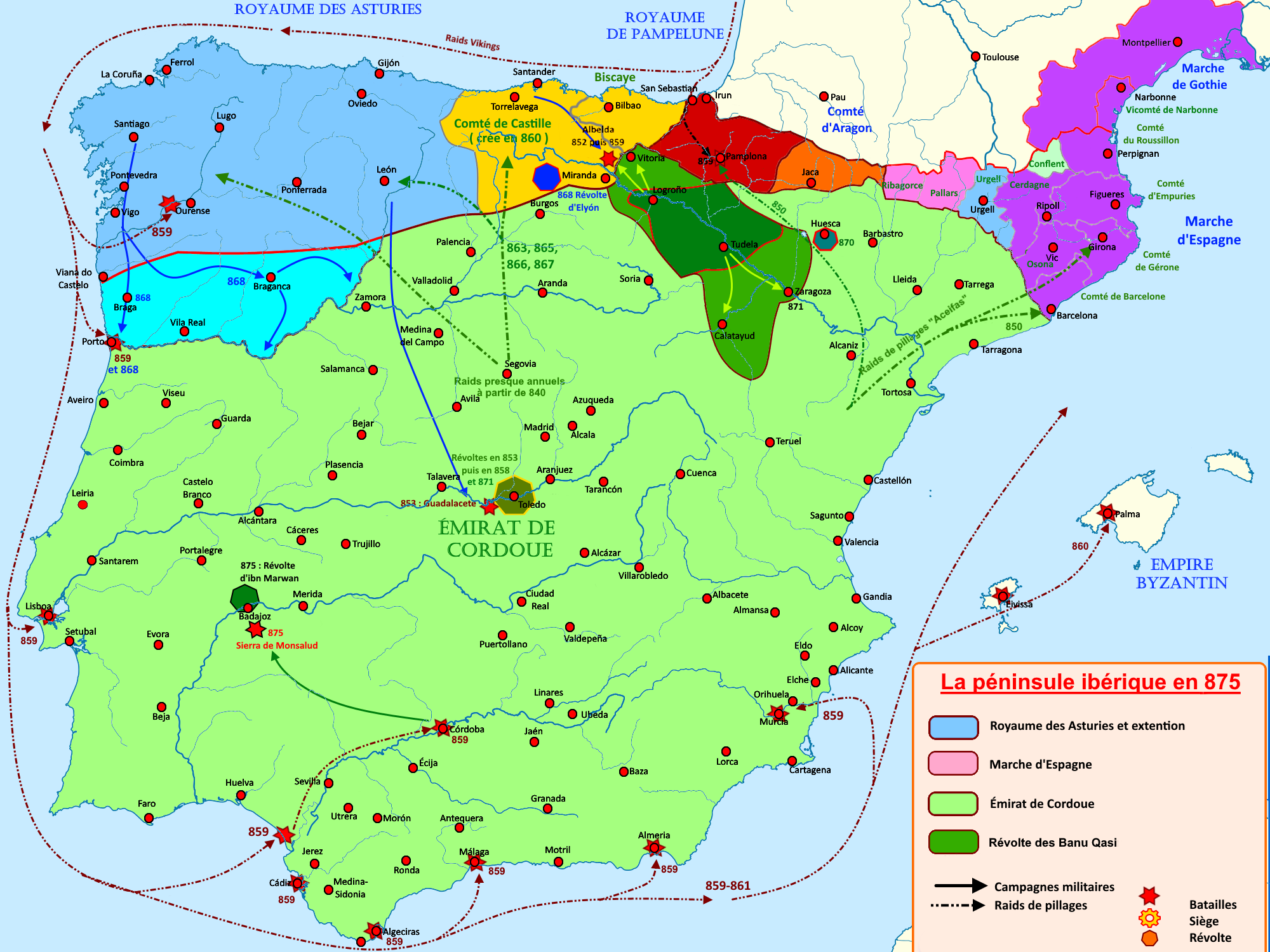
Émirat de Cordoue de 850 à 875

Il entreprend de parachever l'entreprise de persécution des chrétiens entreprise par son père : destruction des églises construites après la conquête, renvoi des chrétiens qui servent dans l'administration, décapitation des blasphémateurs qui critiquent l'islam. Il dresse un édit pour exécuter ou réduire en esclavage ceux des chrétiens qui refuseraient la conversion à l'islam ; mais ses conseillers, craignant qu'un dépeuplement n'affaiblisse ses états, parviennent à le convaincre de le révoquer et de réduire la persécution à ceux qui attaqueraient publiquement l'islam.
Exaspérés par les exécutions pour blasphème et par la hausse de la jizîa, les chrétiens de Tolède se révoltent, menés par Ordoño Ier des Asturies. Muhammad les écrase à Guadalacete.
Vers 880 un descendant d'un comte wisigoth converti, Omar Ben Hafsun, exilé à la suite d'un meurtre, revient en Al-Andalus et s'installe dans le château en ruine de Bobastro (province de Malaga), qu'il reconstruit et fortifie, le rendant inexpugnable. Il commence par rançonner la région, se soumet et se rend à Cordoue, puis se révolte à nouveau et se rend maître de la région de Malaga qu'il déclare indépendante. Muhammad envoie son héritier pour le soumettre, mais la mort de l'émir et les troubles qui s'ensuivent empêchent Al-Mundhir de mener à bien l'expédition.
Sous son règne est fondée Madrid.